# Municipio de Van Buren (condado de Kosciusko)
El municipio de Van Buren (en inglés: Van Buren Township) es un municipio ubicado en el condado de Kosciusko en el estado estadounidense de Indiana. En el año 2010 tenía una población de 4168 habitantes y una densidad poblacional de 44,12 personas por km².

## Geografía
Según la Oficina del Censo de los Estados Unidos, tiene una superficie total de 94.46 km², de la cual 91,24 km² corresponden a tierra firme y (3,41 %) 3,22 km² es agua.

## Demografía
Según el censo de 2010, había 4168 personas residiendo en el municipio de Van Buren. La densidad de población era de 44,12 hab./km². De los 4168 habitantes, el municipio de Van Buren estaba compuesto por el 92,42 % blancos, el 0,46 % eran afroamericanos, el 0,31 % eran amerindios, el 0,38 % eran asiáticos, el 5,37 % eran de otras razas y el 1,06 % eran de una mezcla de razas. Del total de la población el 9,69 % eran hispanos o latinos de cualquier raza.